# Armata Națională (Republica Moldova)
Armata Națională este o ramură a Forțelor armate ale Republicii Moldova compusă din Forțele Aeriene și Forțele terestre.

## Marele Stat Major
Marele Stat Major a fost înființat la 24 aprilie 1992 conform Hotărîrii Guvernului Republicii Moldova nr. 84-5. Marele Stat Major îndeplinește următoarele activități: planificarea acțiunilor de luptă și de alt gen; menținerea și perfecționarea capacității de luptă și mobilizare a trupelor; pregătirea operativă de luptă și mobilizare.
La anunțarea mobilizării Forțelor Armate în baza Marelui Stat Major al Armatei Naționale se constituie Statul Major General al Forțelor Armate. Statul Major General al Forțelor Armate este organul principal care asigură Comandamentului Suprem (condus de Președintele Republicii Moldova, Comandant Suprem al Forțelor Armate) comanda Forțelor Armate la pregătirea și executarea misiunilor de apărare a țării.
Șeful Marelui Stat Major al Armatei Naționale, comandant al Armatei Naționale execută conducerea trupelor și a unităților de asigurare logistică prin intermediul comandamentelor armatei: Forțelor Terestre, Forțelor Aeriene și Logistic.
Șeful Marelui Stat Major al Armatei Naționale, comandant al Armatei Naționale de asemenea exercită conducerea administrativă a contingentului armatei, completarea cu efectiv și pregătirea acestuia, dotarea cu tehnică și armament, asigurarea cu resurse tehnico-materiale din cadrul Forțelor Mixte de Menținere a Păcii ce execută misiunile stabilite de Comisia Unificată de Control în zona de securitate din raioanele de est ale Republicii Moldova.

## Legături externe
- Pagina web a Armatei Naționale
- "Armata Națională a Republicii Moldova nu este eficientă din motive că tinerii recruți nu au o pregătire suficientă" Arhivat în 6 octombrie 2014, la Wayback Machine. Publika TV
- Armata Națională // Știri Arhivat în 27 septembrie 2014, la Wayback Machine. Click
- Armata Națională sărbătorește 23 de ani de la fondare TV7

1. ↑  „Ministerul Apărării al Republicii Moldova”. www.army.md. Accesat în 21 octombrie 2024.